# Minerały glebowe

Schemat fazowej struktury gleby

Minerały glebowe – nieorganiczna część substancji glebowych, produkty wietrzenia magmowych, metamorficznych lub osadowych skał macierzystych (minerały pierwotne) lub związki powstające w czasie powstawania gleby (minerały wtórne). Poza składnikami mineralnymi w strukturze gleby występują stałe cząstki organiczne (próchnica), organiczno-mineralne, roztwór glebowy, gazy (powietrze i para wodna) oraz organizmy żywe (edafon).

## Skład chemiczny
Informacje o chemicznym składzie minerałów najczęściej występujących w glebach zawierają tabele.
| Nazwa                           | Wzór                      |
| Kwarc                           | (SiO2)n                   |
| Grupa skaleni                   |                           |
| ortoklaz                        | KAlSi3O8                  |
| plagioklazy                     | NaAlSi3O8                 |
| Grupa łyszczyków                |                           |
| muskowit                        | KAl3Si3O10(OH)2           |
| biotyt                          | K(MgFe)3(AlSi3O10)(OH,F)2 |
| Grupa amfiboli i piroksenów     |                           |
| hornblenda                      | Ca2Al2Mg2Fe3Si6O22(OH)2   |
| augit                           | Ca(MgFe)Si2O6             |
| Grupa oliwinów, np. (MgFe)2SiO4 |                           |

| Nazwa                                                               | Wzór                    |
| Węglany i fosforany                                                 |                         |
| kalcyt                                                              | CaCO3                   |
| dolomit                                                             | CaMg(CO3)2              |
| apatyt                                                              | Ca5(PO4)3 · (Cl, F, OH) |
| Tlenki i uwodnione tlenki                                           |                         |
| Si, opal, chalcedon                                                 | SiO2 * n H2O            |
| Al                                                                  | Al(OH)3 · n H2O         |
| Fe                                                                  | Fe(OH)3 · n H2O         |
| Mn                                                                  | Mn(OH)3 · n H2O         |
| Minerały ilaste (dwuwarstwowe, trójwarstwowe, czterowarstwowe)      |                         |
| Allofany, mineraloidy, np. amorficzne koloidy (xAl2O3· ySiO2 · zH2O |                         |

## Struktura krystaliczna

Luka tetraedryczna i oktaedryczna w komórce elementarnej sieci rsc

Schemat warstwowych struktur iłów

O sorpcyjnych właściwościach minerałów glebowych decyduje obecność podstawowych jednostek struktury krystalicznej (komórek elementarnych), w których:
- węzły sieci krystalicznej są obsadzone przez atomy tlenu,
- jony Si zajmują luki tetraedryczne (w modelu kulowym – przestrzenie otoczone czterema stykającymi się kulami),
- jony Al zajmują luki oktaedryczne (przestrzenie otoczone sześcioma stykającymi się kulami).

Największą wartość z punktu widzenia chemii rolnej mają minerały zbudowane z naprzemianległych warstw czworościanów i ośmiościanów, połączonych mostkami Al–O–Si. Z takich elementów powstają pakiety podwójne, potrójne kub poczwórne. Są oddzielone przestrzeniami międzypakietowymi o różnych wymiarach, od których zależy możliwość sorpcji różnych kationów i skłonność do pęcznienia w wodzie.
- Strukturę kaolinitu tworzą pakiety dwuwarstwowe. Szerokość przestrzeni między warstwami wynosi 0,28 nm, wskutek czego minerał nie pęcznieje i ma niewielką pojemność sorpcyjną.

- Minerałami trójwarstwowymi, w których warstwa oktaedryczna (glinowa) jest z obu stron związana z warstwami tetraedrycznymi (krzemowymi), są smektyt i wermikulit. Minerały te pęcznieją pod wpływem wody i mają bardzo dużą pojemność sorpcyjną. Jest to związane z szeroką przestrzenią międzypakietową (zmienną w zakresie 0,5–1,76 nm), w której mogą się zmieścić cząsteczki wody. Illit ma również pakiety trójwarstwowe, jednak jego pojemność sorpcyjna i skłonność do pęcznienia są nieznacznie większe niż w przypadku kaolinitu. W przestrzeni między pakietami (0,3 nm) występują silnie związane jony potasu K+ oraz Ca2+, Mg2+ i inne.

- Przedstawicielem minerałów o pakietach czterowarstwowych jest chloryt. Pakiety tworzą: warstwa 1 – Si–O, warstwa 2 – Al–O, warstwa 3 – Si–O, warstwa 4 (oktaedryczna) – Al, Fe, Mg–OH. Chloryt charakteryzuje się małą pojemnością sorpcyjną i nie pęcznieje.

W glebach Polski dominują składniki mineralne o pakietach mieszanych smektyt/illit oraz tlenki i uwodnione tlenki metali.

## Skład granulometryczny
| nazwa (symbol)        | nazwa (symbol)        | nazwa (symbol)   | wymiar cząstek [mm] |
| --------------------- | --------------------- | ---------------- | ------------------- |
| bardzo gruboziarniste | bardzo gruboziarniste | duże głazy (LBo) | >630                |
| bardzo gruboziarniste | bardzo gruboziarniste | głazy (Bo)       | >200–630            |
| bardzo gruboziarniste | bardzo gruboziarniste | kamienie (Co)    | >63–200             |
| gruboziarniste        | żwir (Gr)             | gruby (CGr)      | >20–63              |
| gruboziarniste        | żwir (Gr)             | średni (MGr)     | >6,3–20             |
| gruboziarniste        | żwir (Gr)             | drobny (FGr)     | >2,0–6,3            |
| gruboziarniste        | piasek (Sa)           | gruby (CSa)      | >0,63–2,0           |
| gruboziarniste        | piasek (Sa)           | średni (MSa)     | >0,2–0,63           |
| gruboziarniste        | piasek (Sa)           | drobny (FSa)     | >0,063–0,2          |
| drobnoziarniste       | pył (Si)              | gruby (CSi)      | >0,02–0,063         |
| drobnoziarniste       | pył (Si)              | średni (MSi)     | >0,0063–0,02        |
| drobnoziarniste       | pył (Si)              | drobny (FSi)     | >0,002–0,0063       |
| drobnoziarniste       | ił (Cl)               | ił (Cl)          | ≤0,002              |

Z punktu widzenia prawidłowych stosunków powietrzno-wodnych ważna jest nie tylko struktura sieci krystalicznej minerałów glebowych, ale w dużym stopniu również porowatość gleby, mieszcząca się w szerokim zakresie od ok. 30% do nawet 90% (dla większości roślin wartość optymalna wynosi 50-60%)
Porowatość zależy przede wszystkim od wielkości ziaren mineralnych. Zasady oznaczania i klasyfikowania gruntów w Europie precyzuje norma PN-EN ISO 14688-1:2006 (EN ISO 14688-1:2002).

## Pojemność sorpcyjna
Mineralne składniki gleb o wymiarach <0,002 mm (ił koloidalny) oraz próchnica i cząstki organiczno-mineralne tworzą łącznie tzw. „glebowy kompleks sorpcyjny”, uczestniczący w zatrzymywaniu i dostarczaniu roślinom jonów biogennych, a w niekorzystnych warunkach również substancji szkodliwych (np. Al). Koloidy glebowe charakteryzuje się podając m.in. wartości:
- powierzchni właściwej,
- gęstości ładunku elektrycznego na powierzchni (zob. podwójna warstwa elektryczna),
- pojemności sorpcyjnej wyrażanej np. ilością centymoli kationów sorbowanych przez kilogram sorbentu.

Energie adsorpcji poszczególnych kationów przez kompleksy sorpcyjne są zależne od ładunku jonów i ich wymiarów w postaci uwodnionej. 
| Minerał             | Powierzchnia właściwa m-2·g-1 | Gęstość ładunku mmol(-)·cm-2 10-7 | Pojemność sorpcyjna cmol(+)·kg-1 |
| Kaolinit i haloizyt | 1–40                          | 2                                 | 3–15                             |
| Illit               | 50–200                        | 3                                 | 20–50                            |
| Wermikulit          | 600–700                       | 2                                 | 150–200                          |
| Smektyt             | 600–800                       | 1,4                               | 70–130                           |
| Allofan             | 700–1100                      | 0,3                               | 10–50                            |
| Próchnica (humus)   | 800–1000                      | *                                 | 180–300                          |

Tworzą szereg:
Na+ < K+ < Mg2+ < Ca2+ < Al3+
Pojemność wymienna gleby w stosunku do kationów – pojemność wymiany kationów PWK – jest w dużym stopniu zależna od pH roztworu glebowego. Określane są rzeczywiste wartości PWKr, odnoszone do naturalnego pH gleby (inaczej – pojemność efektywna) i wartości pojemności potencjalnej (PWKpot, PWK8,2), często odnoszone do standardowej wartości pH = 8,2.